# 池田清志
池田 清志（池田淸志、いけだ きよし、1900年（明治33年）9月15日 - 1991年（平成3年）7月29日）は、日本の内務・警察官僚、政治家、弁護士。衆議院議員（7期）、栃木県知事（官選第36代）。

## 経歴
鹿児島県出身。池田仁左衛門の長男として生まれる。神奈川県立第一横浜中学校（検定）、第七高等学校造士館を卒業。1920年12月から1921年11月まで、熊本歩兵第23連隊に入隊。1927年4月から翌年3月まで、鶴嶺高等女学校教諭として教鞭を取る。
1930年10月、高等試験行政科・司法科試験に合格。1931年3月、東京帝国大学法学部法律学科を卒業。同年4月、内務省に入省し、衛生局事務取扱嘱託となる。
1935年6月、奈良県警察部保安課長に就任。以後、宮内事務官・内匠寮兼大臣官房総務課勤務などを経て、1937年8月から1939年1月まで召集された。召集解除後、宮内省参事官兼宮内書記官として復帰。以後、兵庫県警察部経済保安課長、大阪府警察部経済保安課長、香川県官房長、滋賀県部長・警察部長、警視庁経済警察部長、警保局経済保安課長、同公安課長、大臣官房会計課長などを歴任。
1947年3月、前任の小川喜一が知事選立候補のため辞任したことに伴い栃木県知事に発令された。知事選挙などを執行して同年4月に休職。同年11月から1950年11月まで公職追放となった。
1949年5月、飯野海運常務取締役に就任。1952年11月、弁護士の登録を行う。1953年4月、第26回衆議院議員総選挙で鹿児島県第2区から改進党候補として立候補し当選。以後、第32回総選挙まで連続7回の当選を果たした。
1970年11月の秋の叙勲で勲六等から勲二等に叙され、旭日重光章を受章する。
1972年12月の第33回総選挙で落選し政界から引退する。この間、第2次岸内閣の厚生政務次官、第2次池田第2次改造内閣の大蔵政務次官、衆議院法務委員長、同沖縄及び北方問題に関する特別委員長、自由民主党副幹事長などを歴任した。
1991年（平成3年）7月29日、死去した。90歳没。同年8月2日、特旨を以て位三級を追陞され、死没日付をもって従五位から正四位に叙された。

## 著作
- 『改正医師歯科医師法令釈義』日本医事衛生通信社、1933年。
- 『薬局制度論 : 附・薬事行政革新論』薬業時報社出版部、1934年。